# Ditassa cipoensis
Ditassa cipoensis är en oleanderväxtart som först beskrevs av Fontella, och fick sitt nu gällande namn av Rapini. Ditassa cipoensis ingår i släktet Ditassa och familjen oleanderväxter. Inga underarter finns listade i Catalogue of Life.